# Charles Genuys
Charles Louis Genuys est un architecte diocésain et architecte en chef des monuments historiques, né le 9 octobre 1852 à Paris, ville où il est mort en son domicile le 8 décembre 1928 dans le 7e arrondissement.

## Biographie
Charles-Louis Genuys naît à Paris le 9 octobre 1852. Son père est métreur-vérificateur et architecte. Il entre à l'École spéciale de dessin, dite La Petite École, puis en 1870 à l'École des Beaux-arts. En 1875-1876, il est inspecteur des travaux du vice-roi d'Égypte au Caire.
Élève d'Eugène Train, il obtient en 1879 le second prix d'architecture de Rome. Il restaure principalement les édifices du département de la Marne dont il devient architecte en chef en 1897 et où il restaure des églises.
Il est aussi architecte en chef du département des Ardennes et du dôme des Invalides, adjoint à l'inspection générale en 1913. Puis, inspecteur général en 1914, il est chargé des départements atteints par la guerre et son nom reste attaché à la reconstruction des monuments de ces régions. Il est professeur puis sous-directeur de l'École nationale supérieure des arts décoratifs.
Il a conçu plusieurs immeubles dans la ville de Paris.
Il fut le professeur de Julien Polti, d'Hector Guimard, d'Henry de Waroquier et de Marcel Oudin. Son fils Paul Genuys fut aussi architecte.

## Œuvres
- 1879, Paris, cimetière du Montparnasse : tombe d'Urbain Le Verrier.
- 1882, Évreux, place du général de Gaulle : fontaine monumentale.
- 1891, Asnières-sur-Seine, immeuble 14, rue Maurice-Bokanowski, (la signature, sur la façade, peut se lire : Genvys).
- 1892-1893 : fontaine monumentale de l'hôtel de ville de Limoges.
- 1900, Paris, immeuble 44, rue des Belles-Feuilles.
- 1900, Paris, immeuble 143, rue de la Pompe.
- Maison de l'historien d'art Paul Vitry, 8, avenue des Sycomores, villa Montmorency, Paris.
- 1924, Paris, Pont-Cardinet : centrale sous-station électrique.

Projets ou bâtiments détruits : 

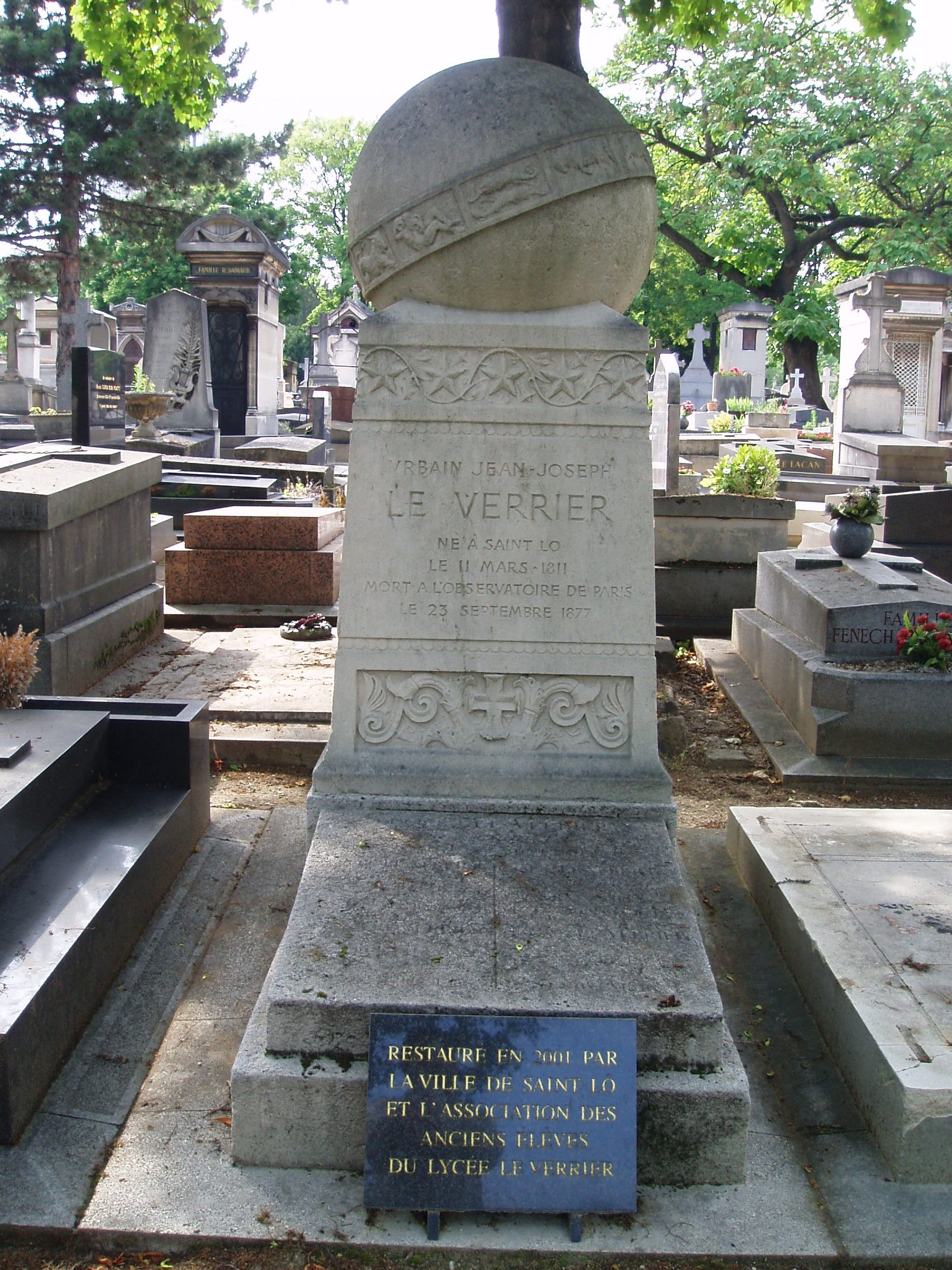
Dans la 11e division du cimetière du Montparnasse, tombe restaurée en 2001 de Le Verrier surmontée d’un globe sur lequel figurent les signes du zodiaque. Voir dessin préparatoire sur le site externe.

- Villa de Monsieur Mendoza, Saint-Maur ;
- Maison de M. Roulet, Champagne-sur-Oise.

## Hommages
En 1930, le sculpteur Émile Oscar Guillaume réalisa le monument d'hommage à Charles Genuys. Ce monument fut inauguré le 8 décembre 1930 à l'école nationale supérieure des Arts décoratifs à Paris.